# 悉尼森特 (紐約州)
悉尼森特（英語：Sidney Center）是位於美國紐約州特拉華縣的非建制地區。

## 歷史
悉尼森特的郵局自1839年營運至今。

## 地理
悉尼森特所處的海拔為高於海平面396米（即1299英呎），而該地所採用的時區為UTC-5，即北美东部时区（EST）。同時該地設有夏令時間，為UTC-5調快一小時，即UTC-4（EDT）。